# Кунигами (село)
Кунигами (яп. 国頭村 Кунигами-сон) — село в Японии, находящееся в уезде Кунигами префектуры Окинава. Площадь села составляет 194,82 км², население — 4863 человека (1 августа 2014), плотность населения — 24,96 чел./км².

## Географическое положение
Село расположено на острове Окинава в префектуре Окинава региона Кюсю. С ним граничат сёла Огими, Хигаси.

## Население
Население села составляет 4863 человека (1 августа 2014), а плотность — 24,96 чел./км². Изменение численности населения с 1980 по 2005 годы:
| 1980 | 6873 чел. |  |
| 1985 | 6510 чел. |  |
| 1990 | 6114 чел. |  |
| 1995 | 6015 чел. |  |
| 2000 | 5825 чел. |  |
| 2005 | 5546 чел. |  |

 Население говорит на изолированном языке японо-рюкюской семьи кундзян

## Символика
Деревом села считается Castanopsis sieboldii.